# Взрыв Boeing 707 над Андаманским морем
Взрыв Boeing 707 над Андаманским морем — крупная авиационная катастрофа в результате теракта, произошедшая в воскресенье 29 ноября 1987 года. Авиалайнер Boeing 707-3B5C южнокорейской авиакомпании Korean Air выполнял плановый пассажирский рейс KE858 по маршруту Багдад—Абу-Даби—Бангкок—Сеул, но через 5 часов и 4 минуты после вылета из Абу-Даби на его борту прогремел взрыв, после чего самолёт рухнул в Андаманское море. Погибли все находившиеся на его борту 115 человек — 104 пассажира и 11 членов экипажа.
Расследование установило, что взрыв на борту рейса 858 был вызван бомбой, установленной двумя агентами-корейцами (мужчиной и женщиной) по указанию Правительства КНДР. Теракт произошёл через 34 года после заключения перемирия о прекращении Корейской войны. В результате произошло значительное ухудшение отношений между КНДР и Республикой Корея. Одной из целей теракта был срыв предстоящих Летних Олимпийских игр, которые должны были пройти в Сеуле (Республика Корея).
В ходе задержания агентов-подрывников мужчина успел совершить самоубийство, но 25-летняя Ким Хёнхи (англ. Kim Hyon-hui, кор. 김현희) выжила и была приговорена к расстрелу. Однако впоследствии южнокорейское правительство её оправдало как жертву северокорейского режима.

## Хронология событий

### Предшествующие обстоятельства
На основании официальных допросов выжившей женщины — организатора взрыва — было установлено:
- 12 ноября 1987 года (за 17 дней до теракта), примерно в 08:30 из аэропорта Сунан (Пхеньян) вылетел северокорейский авиалайнер, который примерно в 18:00 приземлился в Москве. В числе прочих на нём прибыли два северокорейских агента — 69-летний мужчина и 27-летняя женщина. Их сопровождали два должностных лица, также из КНДР.
- В 00:00 13 ноября агенты сели на самолёт авиакомпании «Аэрофлот» и утром того же дня прибыли в Будапешт. Там они провели 5 ночей и 6 дней в доме сотрудника КНДР, после чего 18 ноября на автомобиле выехали из Будапешта в Вену (Австрия). Когда агенты пересекли австрийскую границу, сопровождавший их из Будапешта северокорейский сотрудник выдал поддельные японские паспорта с поддельными выездными визами на имена Синъити Хатия (англ. Shinichi Hachiya, яп. 八谷真一) и Маюми Хатия (англ. Mayumi Hachiya, яп. 八谷まゆみ). Тем самым северокорейские агенты теперь превратились в японских туристов: отца и дочь[1].
- В Вене пара остановилась в гостинице «Am Parkring», после чего, представляясь туристами, приобрела билеты по маршруту Вена—Белград—Багдад—Абу-Даби—Бахрейн, причём полёт на участке Багдад—Абу-Даби был зарезервирован на рейс KE858 южнокорейской авиакомпании Korean Air. На следующий день были приобретены билеты по маршруту Абу-Даби—Амман—Рим на рейс авиакомпании Alitalia для использования их после выполнения задания[2].
- 23 ноября на самолёте авиакомпании Austrian Airlines агенты прибыли в Белград, где остановились в гостинице «Metropolitan». Также в Белграде были приобретены билеты на другой рейс Austrian Airlines — из Рима в Вену.
- Вечером 27 ноября в гостинице прибывший поездом из Вены северокорейский сотрудник передал паре бомбу для установки в самолёте. Взрывное устройство с часовым механизмом было замаскировано под радиоприемник японской фирмы «Panasonic», а жидкое взрывчатое вещество находилось в бутылке из-под неназванного алкогольного напитка[3][4].
- 28 ноября на самолёте авиакомпании Iraqi Airways агенты вылетели в Багдад, куда прибыли в 20:30. В транзитном зале они прождали около 3 часов, а за 20 минут до ожидаемого времени вылета мужчина установил таймер бомбы на 9 часов[3]. Целью террористов был регулярный пассажирский рейс KE858 (KAL858)[3] авиакомпании Korean Air, который выполнялся из Багдада в Сеул с промежуточными посадками в Абу-Даби и Бангкоке[5].

### Самолёт, экипаж и пассажиры

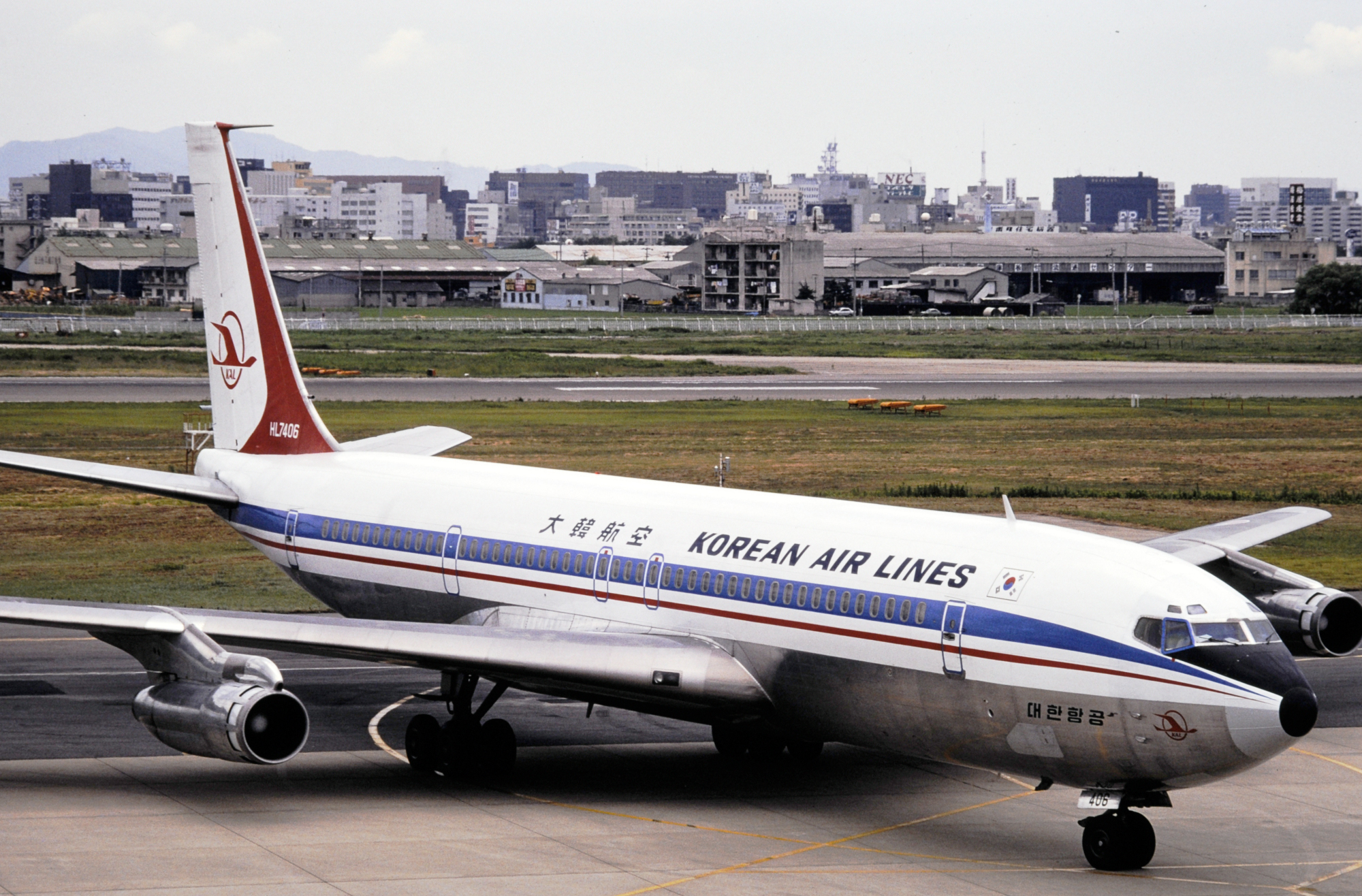
Взорванный самолёт за 3 месяца до катастрофы (в старой ливрее)

Выполнявший данный рейс Boeing 707-3B5C (регистрационный номер HL7406, заводской 20522, серийный 855) был выпущен компанией «Boeing» в 1971 году (первый полёт совершил 21 июня). 6 августа того же года был передан авиакомпании Korean Air Lines (KAL) (с 1984 года — Korean Air), в 1987 году был окрашен в голубую ливрею с наклейками в честь предстоявших Летних Олимпийских игр-1988. Оснащён четырьмя турбовентиляторными двигателями Pratt & Whitney JT3D-3B. На день катастрофы совершил 19 941 цикл «взлёт-посадка» и налетал 36 047 часов.
Самолётом управлял экипаж из 11 человек — 3 пилота и 8 бортпроводников.
- Командир воздушного судна (КВС) — 58 лет, очень опытный пилот, управлял самолётом F-27. В должности командира Boeing 707 — с 11 октября 1979 года. Налетал 11 161 час, 5416 из них на Boeing 707.
- Второй пилот — 36 лет, опытный пилот, в должности второго пилота Boeing 707 — с 20 июля 1987 года. Налетал 3882 часа, 134 из них на Boeing 707.
- Бортинженер — 32 года, в должности бортинженера Boeing 707 — с 8 июля 1982 года. Налетал 3083 часа, 2765 из них на Boeing 707.

| Гражданство      | Пассажиры | Экипаж | Всего |
| ---------------- | --------- | ------ | ----- |
| Республика Корея | 99        | 11     | 110   |
| Япония           | 2         | 0      | 2     |
| Ливан            | 2         | 0      | 2     |
| Индия            | 1         | 0      | 1     |
| Всего            | 104       | 11     | 115   |

Среди пассажиров на борту самолёта находились:
- Большинство молодых рабочих, которые возвращались на родину после того, как несколько лет проработали на стройках на Ближнем Востоке.
- Генеральный консул Республики Корея в Багдаде с супругой.

### Катастрофа
Северокорейские агенты сели на места 7B и 7C, поместив при этом взведённую бомбу в отделение над собой. В 20:30 UTC 28 ноября авиалайнер вылетел из Багдада и через 3 часа благополучно прибыл в Абу-Даби. Здесь «японская» пара сошла с самолёта, а рейс 858 в 00:01 UTC 29 ноября вылетел из Абу-Даби в Бангкок.
Последняя радиопередача авиадиспетчера с рейсом 858 состоялась в 05:01 UTC, когда экипаж доложил в диспетчерский центр в Рангунии о нормальном полёте и расчётном времени прохождения точки TAVOY (над Андаманским морем) в 05:22 UTC.
Но затем в 05:05 UTC (14:05 KST) сработало взрывное устройство, заложенное агентами КНДР, после чего разрушенный самолёт рухнул в воду. Когда экипаж не доложил о прохождении контрольной точки, диспетчеры объявили об исчезновении самолёта. Первоначальные поиски не дали результатов. Лишь через две недели, 13 декабря, местная шхуна обнаружила плавающую в 100 километрах к северо-западу от побережья Бирмы кучу мусора. Все 115 человек на борту самолёта погибли.

## Расследование
Когда стало известно, что самолёт исчез с радаров, корейские власти начали поиск лайнера, при этом попросив помощи у властей Бирмы, Индии, Таиланда и ещё ряда стран, расположенных вблизи траектории полёта рейса 858. Параллельно прорабатывая версию об умышленном взрыве на борту, спецслужбы начали проверку списка пассажиров, сошедших с самолёта во время промежуточной посадки в Абу-Даби. Внимание следователей привлекла пара японских туристов — Синъити Хатия и Маюми Хатия. Дело в том, что японские туристы при заполнении выездных документов обычно пишут лишь фамилии, тогда как эти двое вписали только имена. Помимо этого, данная пара направилась в Бахрейн, при этом проводя по несколько часов в аэропортах как транзитные пассажиры, хотя существовал прямой рейс из Багдада в Бахрейн с промежуточной посадкой в Аммане.
Террористы должны были из Абу-Даби направиться в Рим через Амман, но у них возникли непредвиденные проблемы с визами и они были вынуждены использовать приобретённые в Вене авиабилеты в Бахрейн. В Бахрейне вместо неиспользованных авиабилетов на рейс Абу-Даби—Амман—Рим были взяты новые, на рейс Бахрейн—Амман—Рим. Тем временем, исходя из подозрений, посольство Республики Корея в Бирме проверило их паспорта в посольстве Японии и установило, что документы поддельные. Когда бахрейнские власти узнали об этом, подозрительную пару задержали в аэропорту при оформлении выездных документов. В ходе задержания «Синъити Хатия» и «Маюми Хатия» попытались совершить самоубийство, приняв цианистый калий, находящийся в капсулах, спрятанных в сигаретах. Мужчина умер на месте, но женщина выжила; её доставили в больницу.
Бахрейн согласился передать южнокорейским властям «Маюми Хатия» и тело «Синъити Хатия», а также все вещественные доказательства. 15 декабря подозреваемую доставили в Сеул, где она находилась на постельном режиме. После выздоровления она начала изображать из себя китаянку и отказывалась отвечать на вопросы, задаваемые на корейском языке. Но через 8 дней (23 декабря) она неожиданно заговорила на корейском и заявила, что раскаивается в содеянном, после чего начала давать показания.

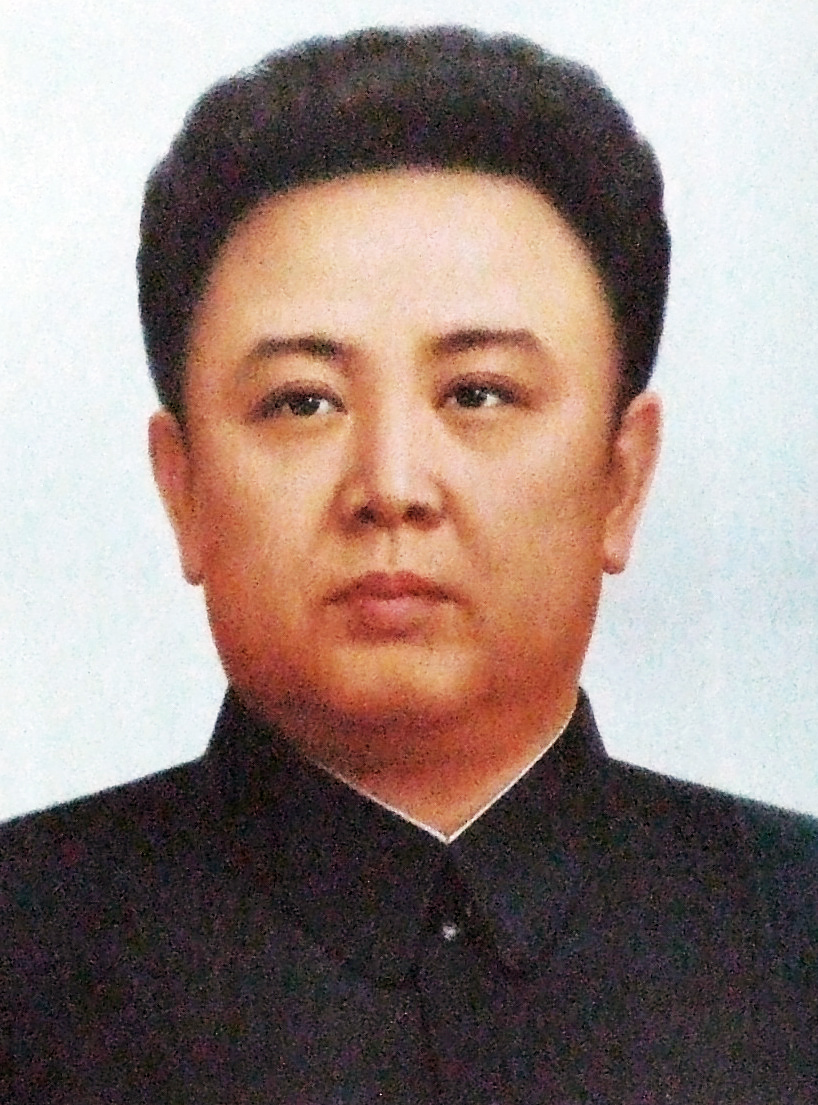
Представители Республики Корея назвали основным организатором теракта Ким Чен Ира

Подозреваемая заявила, что её настоящее имя — Ким Хёнхи (англ. Kim Hyon-hui, кор. 김현희), а отравившийся мужчина — Ким Сыниль (англ. Kim Seung il, кор. 김승일), ветеран северокорейской разведки, он же являлся руководителем.
Как впоследствии заявили южнокорейские следователи, Ким Хёнхи и Ким Сыниль являлись специальными агентами разведывательного управления Центрального комитета Трудовой партии Кореи и действовали по личному указанию Ким Чен Ира.
15 января 1988 года правительство Республики Корея потребовало у КНДР извинений за взрыв рейса KE858, а также наказания для непосредственно причастных взрыву и гарантий, что подобные теракты больше не повторятся. На это 25 января министр иностранных дел Северной Кореи заявил, что КНДР непричастна к уничтожению самолёта, а сам теракт на самом деле был устроен самими южнокорейскими властями, чтобы оказать влияние на проходившие в это время в Республике Корея президентские выборы.

## Культурные аспекты
- Катастрофа рейса 858 упоминается в книге И. А. Муромова «100 великих авиакатастроф» в главе Самолёт «Боинг-707» взорван над джунглями Бирмы. Однако в книге катастрофа произошла над джунглями, хотя на самом деле самолёт был взорван над открытым морем.
- Катастрофе рейса 858 посвящён фильм «Маюми».